# 51-й гірський корпус (Третій Рейх)
LI-й (51-й) гірський ко́рпус (нім. LI. Gebirgs-Armeekorps) — гірський корпус Вермахту за часів Другої світової війни.

## Історія
LI-й гірський корпус був сформований 15 серпня 1943 у Відні в XVII-му військовому окрузі (нім. Wehrkreis XVII).

## Райони бойових дій
- Італія (серпень 1943 — травень 1945).

## Командування

### Командири
- генерал гірсько-піхотних військ Валентін Фойрштайн (нім. Valentin Feurstein) (25 серпня 1943 — 2 березня 1945);
- генерал артилерії Фрідріх Вільгельм Гаук (нім. Friedrich Wilhelm Hauck) (2 березня — 2 травня 1945).

## Бойовий склад 51-го гірського корпусу
Формування управління, забезпечення та підтримки
- 451-ше артилерійське командування (Arko 451);
- 451-ше управління корпусного постачання (Korps-Nachschubtruppen 451);
- 451-й гірський корпусний батальйон зв'язку (Gebirgs-Korps Nachrichten-Abteilung 451).

- Штурмова бригада СС «Рейхсфюрер СС» ( SS-Sturmbrigade "Reichsführer-SS").

- 305-та піхотна дивізія (305. Infanterie-Division);
- 334-та піхотна дивізія (334. Infanterie-Division);
- 114-та єгерська дивізія (114. Jäger-Division).

- 305-та піхотна дивізія;
- 334-та піхотна дивізія.

- 5-та гірсько-піхотна дивізія (5. Gebirgs-Division);
- 44-та рейхс-гренадерська дивізія «Хох унд Дойчемайстер» (44. Infanterie-Division "Hoch- und Deutschmeister");
- 71-ша піхотна дивізія (71. Infanterie-Division);
- 278-ма піхотна дивізія (278. Infanterie-Division);
- 114-та єгерська дивізія.

- 44-та рейхс-гренадерська дивізія «Хох унд Дойчемайстер»;
- 305-та піхотна дивізія;
- 715-та піхотна дивізія (715. Infanterie-Division);
- 114-та єгерська дивізія.

- 148-ма піхотна дивізія (148. Infanterie-Division);
- 232-га піхотна дивізія (232. Infanterie-Division);
- 4-та альпійська дивізія «Монтероса» (4a Divisione Alpina "Monterosa").

- 148-ма піхотна дивізія;
- 253-тя піхотна дивізія (253. Infanterie-Division).

- 114-та єгерська дивізія;
- 148-ма піхотна дивізія;
- 232-га піхотна дивізія;
- 334-та піхотна дивізія (334. Infanterie-Division);
- 1-ша піхотна дивізія «Італія» (1a Divisione di Fanteria "Italia").